# Svinařovský potok
Svinařovský potok je drobný vodní tok v okrese Kladno ve Středočeském kraji. Pramení ve Smečenské rokli na východním okraji Džbánu. Ve Svinařově přijímá vodu Smečenského potoka, opouští Džbán a vtéká do Pražské plošiny. Teče dále k severovýchodu a u Třebichovic se zleva vlévá do Knovízského potoka.